# Abdijcross

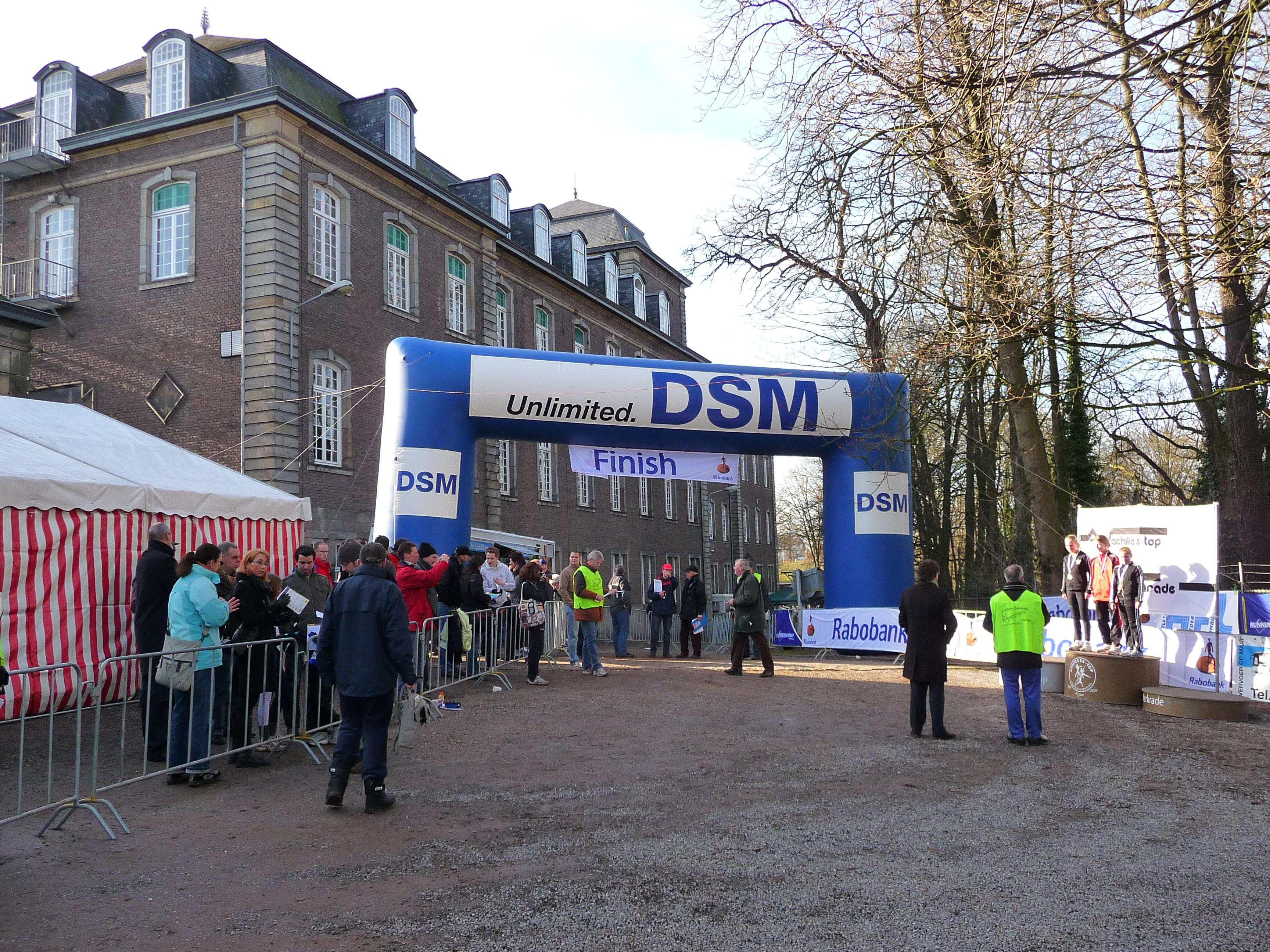
Start und Ziel Abdijcross

Der Abdijcross ist ein Crosslauf, der seit 1965 jährlich an der Abtei Rolduc in Kerkrade stattfindet und seit 2017 zu den EAA Cross Country Permit Meetings gehört. 1994, 2015 und 2023 waren die niederländischen Meisterschaften im Crosslauf in den Abdijcross integriert.
Der Abdijcross ist Teil des Rur-Eifel-Volkslauf Cups, einer Laufcup-Wertung von Volksläufen in Deutschland, den Niederlanden und Belgien.

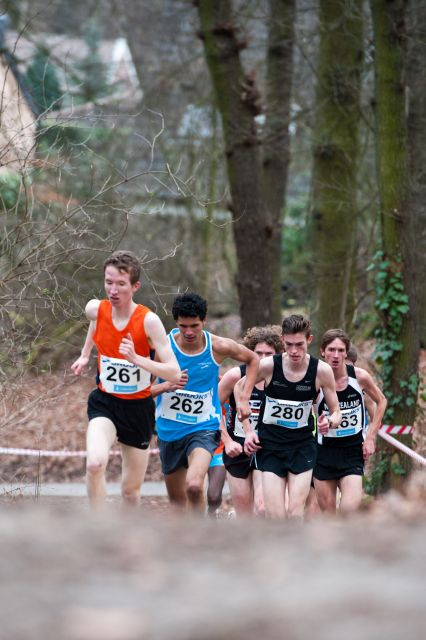
Läufer auf der Strecke

## Strecke
Die Strecke mit Start- und Zielbereich auf einem Sportplatz führt über befestigte und unbefestigte Wege durch ein nordöstlich des Klosters gelegenes Tal, in dem ein Park mit mehreren Teichen angelegt wurde. Eine Wiese östlich des Sportplatzes wird zudem mehrmals gequert. Das Wettkampfzentrum befindet sich auf dem Abteigelände. Nur wenige Meter östlich des Kurses verläuft die niederländisch-deutsche Grenze; das direkt dahinter liegende Herzogenrath bildet mit Kerkrade die symbolische Doppelstadt Eurode.

## Statistik

### Siegerlisten

#### Männer Langstrecke
| Datum         | Distanz                                                         | 1. Platz                                                        | Zeit (min)                                                      | 2. Platz                                                        | Zeit (min)                                                      | 3. Platz                                                        | Zeit (min)                                                      |
| ------------- | --------------------------------------------------------------- | --------------------------------------------------------------- | --------------------------------------------------------------- | --------------------------------------------------------------- | --------------------------------------------------------------- | --------------------------------------------------------------- | --------------------------------------------------------------- |
| 22. Jan. 2023 | 10.500 m                                                        | David Nilsson (SWE) (2. Sieg)                                   | 34:43                                                           | Jesse Fokkenrood (NLD)                                          | 34:53                                                           | Khalid Choukoud (NLD)                                           | 35:05                                                           |
| 16. Jan. 2022 | n/a, da wegen der anhaltenden COVID-19-Pandemie erneut abgesagt | n/a, da wegen der anhaltenden COVID-19-Pandemie erneut abgesagt | n/a, da wegen der anhaltenden COVID-19-Pandemie erneut abgesagt | n/a, da wegen der anhaltenden COVID-19-Pandemie erneut abgesagt | n/a, da wegen der anhaltenden COVID-19-Pandemie erneut abgesagt | n/a, da wegen der anhaltenden COVID-19-Pandemie erneut abgesagt | n/a, da wegen der anhaltenden COVID-19-Pandemie erneut abgesagt |
| 17. Jan. 2021 | n/a, da wegen der COVID-19-Pandemie abgesagt                    | n/a, da wegen der COVID-19-Pandemie abgesagt                    | n/a, da wegen der COVID-19-Pandemie abgesagt                    | n/a, da wegen der COVID-19-Pandemie abgesagt                    | n/a, da wegen der COVID-19-Pandemie abgesagt                    | n/a, da wegen der COVID-19-Pandemie abgesagt                    | n/a, da wegen der COVID-19-Pandemie abgesagt                    |
| 19. Jan. 2020 | 10.500 m                                                        | Mahamed Mahamed (GBR)                                           | 33:07                                                           | Noah Schutte (NLD)                                              | 33:11                                                           | Jesper van der Wielen (NLD)                                     | 33:16                                                           |
| 20. Jan. 2019 | 10.500 m                                                        | Samuel Fitwi (GER)                                              | 32:58                                                           | Tariq Ahmed al-Amri (SAU)                                       | 33:11                                                           | David Nilsson (SWE)                                             | 33:18                                                           |
| 21. Jan. 2018 | 10.500 m                                                        | Chakib Lachgar (ESP)                                            | 34:02                                                           | Samuel Fitwi (GER)                                              | 34:04                                                           | Abdi Hakin Ulad (DNK)                                           | 34:04                                                           |
| 15. Jan. 2017 | 10.500 m                                                        | David Nilsson (SWE)                                             | 33:46                                                           | Faisa Dame Tasama (BEL)                                         | 34:06                                                           | Onèsphore Nkunzimana (BDI)                                      | 34:32                                                           |
| 17. Jan. 2016 | 10.500 m                                                        | Faisa Dame Tasama (ETH)                                         | 33:06                                                           | Khalid Choukoud (NLD)                                           | 33:17                                                           | Michel Butter (NLD)                                             | 33:26                                                           |
| 18. Jan. 2015 | 10.500 m                                                        | Khalid Choukoud (NLD) (2. Sieg)                                 | 33:12                                                           | Jesper van der Wielen (NLD)                                     | 33:21                                                           | Hamid el Mouaziz (MAR)                                          | 33:26                                                           |
| 19. Jan. 2014 | 9.600 m                                                         | Titus Kipjumba Mbishei (KEN)                                    | 29:44                                                           | Andrew Mangata Kwemoi (KEN)                                     | 29:53                                                           | Ilias Fifa (MAR)                                                | 30:17                                                           |
| 20. Jan. 2013 | 9.600 m                                                         | Amos Kiplimo Mitei (KEN)                                        | 30:23                                                           | David Kiprotich Bett (KEN)                                      | 30:30                                                           | Khalid Choukoud (NLD)                                           | 30:58                                                           |
| 22. Jan. 2012 | 9.500 m                                                         | Khalid Choukoud (NLD)                                           | 30:09                                                           | Ronald Schröer (NLD)                                            | 30:33                                                           | Hamid el Mouaziz (MAR)                                          | 31:01                                                           |
| 23. Jan. 2011 | 9.500 m                                                         | Abderrahim El Asri (MAR) (2. Sieg)                              | 29:48                                                           | Rachid Ezzouniou (MAR)                                          | 30:48                                                           | Erik Negerman (NLD)                                             | 30:51                                                           |
| 24. Jan. 2010 | 9.500 m                                                         | Abderrahim El Asri (MAR)                                        | 29:32                                                           | Rachid Ezzouniou (MAR)                                          | 29:59                                                           | Sven Nijs (BEL)                                                 | 30:10                                                           |
| 25. Jan. 2009 | 9.500 m                                                         | Abdelhadi El Hachimi (MAR)                                      | 29:58                                                           | Maciek Miereczko (POL)                                          | 30:23                                                           | Roger Smeets (NLD)                                              | 30:28                                                           |
| 27. Jan. 2008 | 9.500 m                                                         | Ali Hasan Mahboob (BHR)                                         | 28:48                                                           | Matthew Chirichir Kosg (KEN)                                    | 30:05                                                           | Stefan Vandebroeck (BEL)                                        | 30:37                                                           |
| 28. Jan. 2007 | 10.600 m                                                        | Roger Smeets (NLD) (2. Sieg)                                    | 34:28                                                           | Stefan Vandebroeck (BEL)                                        | 34:47                                                           | Ismael Chamali (NLD)                                            | 35:28                                                           |

#### Männer Kurzstrecke
| Datum         | Distanz                                                         | 1. Platz                                                        | Zeit (min)                                                      | 2. Platz                                                        | Zeit (min)                                                      | 3. Platz                                                        | Zeit (min)                                                      |
| ------------- | --------------------------------------------------------------- | --------------------------------------------------------------- | --------------------------------------------------------------- | --------------------------------------------------------------- | --------------------------------------------------------------- | --------------------------------------------------------------- | --------------------------------------------------------------- |
| 22. Jan. 2023 | 2.600 m                                                         | Stefan Nillessen (NLD)                                          | 8:18                                                            | Nick Marsman (NLD)                                              | 8:28                                                            | Jeroen Bakker (NLD)                                             | 8:46                                                            |
| 16. Jan. 2022 | n/a, da wegen der anhaltenden COVID-19-Pandemie erneut abgesagt | n/a, da wegen der anhaltenden COVID-19-Pandemie erneut abgesagt | n/a, da wegen der anhaltenden COVID-19-Pandemie erneut abgesagt | n/a, da wegen der anhaltenden COVID-19-Pandemie erneut abgesagt | n/a, da wegen der anhaltenden COVID-19-Pandemie erneut abgesagt | n/a, da wegen der anhaltenden COVID-19-Pandemie erneut abgesagt | n/a, da wegen der anhaltenden COVID-19-Pandemie erneut abgesagt |
| 17. Jan. 2021 | n/a, da wegen der COVID-19-Pandemie abgesagt                    | n/a, da wegen der COVID-19-Pandemie abgesagt                    | n/a, da wegen der COVID-19-Pandemie abgesagt                    | n/a, da wegen der COVID-19-Pandemie abgesagt                    | n/a, da wegen der COVID-19-Pandemie abgesagt                    | n/a, da wegen der COVID-19-Pandemie abgesagt                    | n/a, da wegen der COVID-19-Pandemie abgesagt                    |
| 19. Jan. 2020 | 2.600 m                                                         | Robin van Riel (NLD)                                            | 7:59                                                            | Jelmer van der Linden (NLD)                                     | 8:05                                                            | Lars Gerritsen (NLD)                                            | 8:08                                                            |
| 20. Jan. 2019 | 2.600 m                                                         | Bram Anderiessen (NLD)                                          | 7:54                                                            | Wouter Ploeger (NLD)                                            | 7:55                                                            | Nick Marsman (NLD)                                              | 7:58                                                            |
| 21. Jan. 2018 | 2.600 m                                                         | Jelmer van der Linden (NLD)                                     | 8:21                                                            | Jeroen Bakker (NLD)                                             | 8:27                                                            | Bob te Lindert (NLD)                                            | 8:31                                                            |
| 15. Jan. 2017 | 2.600 m                                                         | Lars Gerritsen (NLD)                                            | 8:24                                                            | Bas van Hooren (NLD)                                            | 8:25                                                            | Jelmer van der Linden (NLD)                                     | 8:28                                                            |
| 17. Jan. 2016 | 2.600 m                                                         | Dieter Kersten (BEL)                                            | 8:17                                                            | Nils Pennekamp (NLD)                                            | 8:21                                                            | Sjoerd Weijers (NLD)                                            | 8:24                                                            |
| 18. Jan. 2015 | 2.600 m                                                         | Nils Pennekamp (NLD)                                            | 8:05                                                            | Abdellatif Bouarou (MAR)                                        | 8:07                                                            | Sjoerd Weijers (NLD)                                            | 8:08                                                            |
| 19. Jan. 2014 | 2.600 m                                                         | Mohamed Berok (MRT)                                             | 8:14                                                            | Neal Bouterse (NLD)                                             | 8:21                                                            | Jelle Kemper (NLD)                                              | 8:21                                                            |
| 20. Jan. 2013 | 2.600 m                                                         | Wouter Ploeger (NLD)                                            | 8:14                                                            | Mohamed Berok (MRT)                                             | 8:18                                                            | Abdellah Dacha (MAR)                                            | 8:24                                                            |
| 22. Jan. 2012 | ?                                                               | Tijs Groen (NLD)                                                | 7:53                                                            | Jurjen Polderman (NLD)                                          | 7:56                                                            | Mark Nouws (NLD)                                                | 8:03                                                            |
| 23. Jan. 2011 | 5.000 m                                                         | Mussa Hudrog (LBN) (2. Sieg)                                    | 16:14                                                           | Bas van Hoorn (NLD)                                             | 16:51                                                           | Frank Tijdink (NLD)                                             | 17:01                                                           |
| 24. Jan. 2010 | 5.000 m                                                         | Mussa Hudrog (LBN)                                              | 16:25                                                           | Tim Kragten (NLD)                                               | 16:41                                                           | Rob Tijdink (NLD)                                               | 16:42                                                           |
| 25. Jan. 2009 | 5.000 m                                                         | Michiel de Ruiter (NLD)                                         | 16:01                                                           | Mussa Hudrog (LBN)                                              | 16:26                                                           | Arjen t Hart (NLD)                                              | 16:49                                                           |
| 27. Jan. 2008 | 5.000 m                                                         | Bram van Buggenum (NLD)                                         | 16:20                                                           | Tobias Hibbe (GER)                                              | 16:38                                                           | Rob Tijdink (NLD)                                               | 16:43                                                           |
| 28. Jan. 2007 | ?                                                               | Michel van de Wall (NLD)                                        | 19:02                                                           | Martijn Dekker (NLD)                                            | 19:28                                                           | Rik Loffeld (NLD)                                               | 19:40                                                           |

#### Frauen Langstrecke
| Datum         | Distanz                                                         | 1. Platz                                                        | Zeit (min)                                                      | 2. Platz                                                        | Zeit (min)                                                      | 3. Platz                                                        | Zeit (min)                                                      |
| ------------- | --------------------------------------------------------------- | --------------------------------------------------------------- | --------------------------------------------------------------- | --------------------------------------------------------------- | --------------------------------------------------------------- | --------------------------------------------------------------- | --------------------------------------------------------------- |
| 22. Jan. 2023 | 7.400 m                                                         | Ruth van der Meijden (NLD)                                      | 28:25                                                           | Femke Rosbergen (NLD)                                           | 28:37                                                           | Marcella Herzog (NLD)                                           | 28:49                                                           |
| 16. Jan. 2022 | n/a, da wegen der anhaltenden COVID-19-Pandemie erneut abgesagt | n/a, da wegen der anhaltenden COVID-19-Pandemie erneut abgesagt | n/a, da wegen der anhaltenden COVID-19-Pandemie erneut abgesagt | n/a, da wegen der anhaltenden COVID-19-Pandemie erneut abgesagt | n/a, da wegen der anhaltenden COVID-19-Pandemie erneut abgesagt | n/a, da wegen der anhaltenden COVID-19-Pandemie erneut abgesagt | n/a, da wegen der anhaltenden COVID-19-Pandemie erneut abgesagt |
| 17. Jan. 2021 | n/a, da wegen der COVID-19-Pandemie abgesagt                    | n/a, da wegen der COVID-19-Pandemie abgesagt                    | n/a, da wegen der COVID-19-Pandemie abgesagt                    | n/a, da wegen der COVID-19-Pandemie abgesagt                    | n/a, da wegen der COVID-19-Pandemie abgesagt                    | n/a, da wegen der COVID-19-Pandemie abgesagt                    | n/a, da wegen der COVID-19-Pandemie abgesagt                    |
| 19. Jan. 2020 | 7.400 m                                                         | Bo Ummels (NLD)                                                 | 26:32                                                           | Diane van Es (NLD)                                              | 26:41                                                           | Marijke de Visser (NLD)                                         | 27:26                                                           |
| 20. Jan. 2019 | 7.400 m                                                         | Anna Gehring (GER)                                              | 25:58                                                           | Ruth van der Meijden (NLD)                                      | 26:18                                                           | Sylvia Mboga Medugu (KEN)                                       | 26:33                                                           |
| 21. Jan. 2018 | 7.400 m                                                         | Sylvia Mboga Medugu (KEN)                                       | 27:17                                                           | Beatrice Cherono (KEN)                                          | 27:27                                                           | Julia van Velthoven (NLD)                                       | 27:34                                                           |
| 15. Jan. 2017 | 7.400 m                                                         | Imana Truyers (BEL)                                             | 27:42                                                           | Veerle Dejaeghere (BEL)                                         | 27:54                                                           | Marijke de Visser (NLD)                                         | 28:42                                                           |
| 17. Jan. 2016 | 7.400 m                                                         | Veerle Dejaeghere (BEL)                                         | 26:54                                                           | Dominika Napieraj (POL)                                         | 27:01                                                           | Almensh Belete (BEL)                                            | 27:21                                                           |
| 18. Jan. 2015 | 7.400 m                                                         | Zewdnesh Ayele Belachu (ETH)                                    | 26:20                                                           | Ruth van der Meijden (NLD)                                      | 26:34                                                           | Lucy Macharia (KEN)                                             | 27:06                                                           |
| 19. Jan. 2014 | 7.400 m                                                         | Virginia Nyambura (KEN)                                         | 26:15                                                           | Ruth van der Meijden (NLD)                                      | 26:42                                                           | Veerle Dejaeghere (BEL)                                         | 26:58                                                           |
| 20. Jan. 2013 | 7.400 m                                                         | Maureen Koster (NLD)                                            | 27:09                                                           | Veerle Dejaeghere (BEL)                                         | 27:24                                                           | Ruth van der Meijden (NLD)                                      | 27:36                                                           |
| 22. Jan. 2012 | 7.300 m                                                         | Masila Ndunge (KEN)                                             | 26:23                                                           | Andrea Deelstra (NLD)                                           | 26:32                                                           | Ruth van der Meijden (NLD)                                      | 26:51                                                           |
| 23. Jan. 2011 | 9.500 m                                                         | Kim Bosmans (BEL)                                               | 37:09                                                           | Ellen Bijlsma (NLD)                                             | 46:28                                                           | José Kolkman-Smeets (NLD)                                       | 53:55                                                           |
| 24. Jan. 2010 | 9.500 m                                                         | Silke Optekamp (GER)                                            | 35:20                                                           | Suzan Nieman (NLD)                                              | 40:14                                                           | Gertie Thielens (NLD)                                           | 47:17                                                           |
| 25. Jan. 2009 | 9.500 m                                                         | Isabella Sluysmans (BEL) (4. Sieg)                              | 37:21                                                           | Suzan Nieman (NLD)                                              | 38:41                                                           | Lara Klaasen (NLD)                                              | 39:22                                                           |
| 27. Jan. 2008 | 9.500 m                                                         | Isabella Sluysmans (BEL) (3. Sieg)                              | 35:53                                                           | Lara Klaassen (NLD)                                             | 38:45                                                           | Evelin Ruyters (NLD)                                            | 42:19                                                           |
| 28. Jan. 2007 | 10.600 m                                                        | Lara Klaassen (NLD)                                             | 45:45                                                           | Annick Moors (NLD)                                              | 56:41                                                           | - 1                                                             | -                                                               |

#### Frauen Kurzstrecke
| Datum         | Distanz                                                         | 1. Platz                                                        | Zeit (min)                                                      | 2. Platz                                                        | Zeit (min)                                                      | 3. Platz                                                        | Zeit (min)                                                      |
| ------------- | --------------------------------------------------------------- | --------------------------------------------------------------- | --------------------------------------------------------------- | --------------------------------------------------------------- | --------------------------------------------------------------- | --------------------------------------------------------------- | --------------------------------------------------------------- |
| 22. Jan. 2023 | 2.600 m                                                         | Dagmar Smid (NLD) (4. Sieg)                                     | 10:09                                                           | Suze Gipmans (NLD)                                              | 12:44                                                           | - 2                                                             | -                                                               |
| 16. Jan. 2022 | n/a, da wegen der anhaltenden COVID-19-Pandemie erneut abgesagt | n/a, da wegen der anhaltenden COVID-19-Pandemie erneut abgesagt | n/a, da wegen der anhaltenden COVID-19-Pandemie erneut abgesagt | n/a, da wegen der anhaltenden COVID-19-Pandemie erneut abgesagt | n/a, da wegen der anhaltenden COVID-19-Pandemie erneut abgesagt | n/a, da wegen der anhaltenden COVID-19-Pandemie erneut abgesagt | n/a, da wegen der anhaltenden COVID-19-Pandemie erneut abgesagt |
| 17. Jan. 2021 | n/a, da wegen der COVID-19-Pandemie abgesagt                    | n/a, da wegen der COVID-19-Pandemie abgesagt                    | n/a, da wegen der COVID-19-Pandemie abgesagt                    | n/a, da wegen der COVID-19-Pandemie abgesagt                    | n/a, da wegen der COVID-19-Pandemie abgesagt                    | n/a, da wegen der COVID-19-Pandemie abgesagt                    | n/a, da wegen der COVID-19-Pandemie abgesagt                    |
| 19. Jan. 2020 | 2.600 m                                                         | Dagmar Smid (NLD) (3. Sieg)                                     | 9:19                                                            | Britt Ummels (NLD)                                              | 9:26                                                            | Merel van der Marel (NLD)                                       | 9:38                                                            |
| 20. Jan. 2019 | 2.600 m                                                         | Dagmar Smid (NLD) (2. Sieg)                                     | 9:17                                                            | Britt Ummels (NLD)                                              | 9:18                                                            | Karin Nieuwenhuijsen (NLD)                                      | 9:33                                                            |
| 21. Jan. 2018 | 2.600 m                                                         | Dagmar Smid (NLD)                                               | 9:38                                                            | Lotte Krause (NLD)                                              | 9:44                                                            | Aline Florian (GER)                                             | 10:04                                                           |
| 15. Jan. 2017 | 2.600 m                                                         | Bo Ummels (NLD)                                                 | 9:48                                                            | Britt Ummels (NLD)                                              | 9:52                                                            | Julia van Velthoven (NLD)                                       | 9:54                                                            |
| 17. Jan. 2016 | 2.600 m                                                         | Manon Kruiver (NLD) (3. Sieg)                                   | 9:33                                                            | Karin Nieuwenhuijsen (NLD)                                      | 9:43                                                            | Marije Peters (NLD)                                             | 9:46                                                            |
| 18. Jan. 2015 | 2.600 m                                                         | Manon Kruiver (NLD) (2. Sieg)                                   | 9:20                                                            | Julia van Velthoven (NLD)                                       | 9:21                                                            | Lotte Krause (NLD)                                              | 9:38                                                            |
| 19. Jan. 2014 | 2.600 m                                                         | Manon Kruiver (NLD)                                             | 9:29                                                            | Evelien Ruijters (NLD)                                          | 9:34                                                            | Karin Nieuwenhuijsen (NLD)                                      | 9:38                                                            |
| 20. Jan. 2013 | 2.600 m                                                         | Evelien Ruijters (NLD)                                          | 9:36                                                            | Helen Hofstede (NLD)                                            | 9:44                                                            | Lesley van Miert (NLD)                                          | 10:05                                                           |
| 22. Jan. 2012 | ?                                                               | Raika Lenaarts (NLD)                                            | 8:51                                                            | Lesley van Miert (NLD)                                          | 8:54                                                            | Evelien Ruijters (NLD)                                          | 9:11                                                            |
| 23. Jan. 2011 | 5.000 m                                                         | Ellis Jacobs (NLD) (3. Sieg)                                    | 18:01                                                           | Silke Optekamp (GER)                                            | 18:08                                                           | Manuela Soccol (BEL)                                            | 18:13                                                           |
| 24. Jan. 2010 | 5.000 m                                                         | Ellis Jacobs (NLD) (2. Sieg)                                    | 19:16                                                           | Vivian Ruijters (NLD)                                           | 19:55                                                           | Sabine Zelen (NLD)                                              | 20:30                                                           |
| 25. Jan. 2009 | 5.000 m                                                         | Cora Klaver (NLD)                                               | 19:30                                                           | Renee Tijdink (NLD)                                             | 19:53                                                           | Leonie Balter (NLD)                                             | 20:13                                                           |
| 27. Jan. 2008 | 5.000 m                                                         | Niki Collaris (NLD)                                             | 20:51                                                           | Sandra Douven (NLD)                                             | 22:24                                                           | Annick Ploumen (NLD)                                            | 22:33                                                           |
| 28. Jan. 2007 | ?                                                               | Ellis Jacobs (NLD)                                              | 21:25                                                           | Petra van Tongeren (NLD)                                        | 24:25                                                           | Milou Beelen (NLD)                                              | 25:06                                                           |

#### Weitere Sieger der Vorjahre
| Datum         | Distanz | Männer                              | Zeit (min) | Distanz | Frauen                             | Zeit (min) |
| ------------- | ------- | ----------------------------------- | ---------- | ------- | ---------------------------------- | ---------- |
| 29. Jan. 2006 | 9.600 m | Roger Smeets (NLD)                  | 31:31      | 9.600 m | Marijke Krutzen (NLD)              | 41:08      |
| 30. Jan. 2005 | 9.600 m | Patrick Stitzinger (NLD)            | ?          | ?       | Maud Golsteyn (NLD)                | ?          |
| 25. Jan. 2004 | 9.600 m | Jan Havlicek (CZE)                  | 31:43      | 4.900 m | Barbara Kuncova (CZE)              | 17:50      |
| 26. Jan. 2003 | 9.600 m | Nelson Kiplagat Birgen (KEN)        | 31:42      | 4.900 m | Jematia Chemaringo (KEN)           | 18:18      |
| 27. Jan. 2002 | 9.600 m | Berhane Gebremeskel (ETH) (2. Sieg) | 32:51      | 4.900 m | Daphne Panhuijsen (NLD)            | 18:51      |
| 28. Jan. 2001 | ?       | Berhane Gebremeskel (ETH)           | ?          | ?       | Anjolie Wisse (NLD)                | ?          |
| 30. Jan. 2000 | 9.500 m | Dogne Alemu (ETH)                   | 32:03      | 4.900 m | Isabella Sluysmans (BEL) (2. Sieg) | 19:01      |
| 31. Jan. 1999 | 9.500 m | Joeri Schoffelen (BEL)              | 32:09      | 4.900 m | Vivian Ruijters (NLD) (4. Sieg)    | 18:31      |
| 25. Jan. 1998 | 9.500 m | Julius Francis Gidabuday (TZA)      | 31:25      | 4.900 m | Wilma Rusman (NLD)                 | 19:08      |
| 26. Jan. 1997 | 9.500 m | Theo van den Abeele (BEL) (2. Sieg) | 32:03      | 4.900 m | Isabella Sluysmans (BEL)           | 19:23      |
| 28. Jan. 1996 | 9.500 m | Fransua Woldemariam (ETH)           | 31:48      | 4.900 m | Ine Jaspers (BEL)                  | 19:30      |
| 29. Jan. 1995 | 9.500 m | Woldeslessa Milkessa (ETH)          | 32:42      | 4.900 m | Vivian Ruijters (NLD) (3. Sieg)    | 19:32      |
| 30. Jan. 1994 | 9.500 m | Heinz-Bernd Bürger (GER)            | 31:42      | 4.900 m | Ludmilla Afonjuschkina (BLR)       | 18:21      |
| 31. Jan. 1993 | 9.500 m | Evert Gielen (NLD)                  | 31:33      | 4.100 m | Vivian Ruijters (NLD) (2. Sieg)    | 15:07      |
| 2. Feb. 1992  | 9.000 m | Alex Persoons (BEL)                 | 30:49      | 4.100 m | Vivian Ruijters (NLD)              | 15:19      |
| 3. Feb. 1991  | 8.300 m | Theo van den Abeele (BEL)           | 25:50      | 4.000 m | Hanne Demeij (BEL)                 | 15:08      |
| 4. Feb. 1990  | ?       | Marc Jaspers (NLD)                  | ?          | 4,0 km  | Carlien Harms (NLD)                | ?          |
| 29. Jan. 1989 | 8.400 m | Roger Jaspers (NLD)                 | 26:34      | 3.800 m | Annie van Stiphout (NLD)           | 13:17      |
| 31. Jan. 1988 | 8.400 m | Max van Wersch (NLD)                | 27:08      | 3.800 m | Jacky Winkelman (NLD) (2. Sieg)    | 14:10      |
| 1. Feb. 1987  | 8.400 m | Tony Meijers (BEL)                  | 27:50      | 3.800 m | Jacky Winkelman (NLD)              | 15:55      |
| 2. Feb. 1986  | 8.400 m | Tonnie Dirks (NLD)                  | 26:34      | 3.800 m | Ines Maiwald (GER) (2. Sieg)       | ?          |
| 27. Jan. 1985 | ?       | Michel Franssen (NLD)               | ?          | ?       | Birgit Knopf (GER)                 | ?          |
| 29. Jan. 1984 | 8.400 m | Karel Lismont (BEL) (2. Sieg)       | 26:53      | 3.600 m | Ines Maiwald (GER)                 | 13:44      |
| 30. Jan. 1983 | 8.400 m | Cor Lambregts (NLD)                 | ?          | 3.600 m | Sabine Schnuch (GER)               | ?          |
| 24. Jan. 1982 | 8.400 m | Wolf-Dieter Poschmann (GER)         | 27:15      | 3.600 m | Gudrun Schulz (GER)                | ?          |
| 18. Jan. 1981 | 8.400 m | Tonny Luttikhold (NLD) (2. Sieg)    | 27:30      | 3.600 m | Martina-Agnes Krott (GER)          | 14:46      |
| 3. Feb. 1980  | 8.400 m | Peter Rusman (NLD)                  | ?          | 3.600 m | Claire Spauwen (NLD) (4. Sieg)     | ?          |
| 18. Feb. 1979 | 8.400 m | Tonny Luttikhold (NLD)              | 26:56      | 4.200 m | Carla Beurskens (NLD)              | 13:31      |
| 29. Jan. 1978 | 8.400 m | Raymond Crabb (NLD)                 | 28:08      | ?       | Maria Rittes (CHE)                 | 11:14      |
| 30. Jan. 1977 | 9.000 m | Karel Lismont (BEL)                 | ?          | 4.500 m | Paëvi Roppo (GER)                  | ?          |
| 18. Jan. 1976 | 9.000 m | Cor Vriend (NLD) (2. Sieg)          | ?          | 3.000 m | Claire Spauwen (NLD) (3. Sieg)     | ?          |
| 26. Jan. 1975 | 9.000 m | Roger Clark (GBR)                   | 26:35      | 3.000 m | Claire Spauwen (NLD) (2. Sieg)     | 9:58       |
| 27. Jan. 1974 | 9.000 m | Cor Vriend (NLD)                    | ?          | 3.000 m | Claire Spauwen (NLD)               | ?          |
| 28. Jan. 1973 | 9.000 m | No Op den Oordt (NLD) (3. Sieg)     | 28:46      | 1.500 m | Lia de Poorter (NLD)               | ?          |
| 30. Jan. 1972 | 9.000 m | Edmond van Hauwenis (BEL)           | ?          | 1.500 m | H. Verbeek (BEL)                   | ?          |
| 31. Jan. 1971 | 9.000 m | No Op den Oordt (NLD) (2. Sieg)     | ?          | 1.500 m | Greet Steenbakkers (NLD)           | ?          |
| 25. Jan. 1970 | 9.000 m | No Op den Oordt (NLD)               | ?          | 1.500 m | Gertrud Theissen (GER)             | ?          |
| 2. Feb. 1969  | 8.400 m | Hans van Engeland (NLD)             | 29:05      | 1.400 m | Maria Gommers (NLD) (3. Sieg)      | 5:04       |
| 28. Jan. 1968 | 8.400 m | René Kilburg (LUX)                  | 25:54      | 1.400 m | Maria Gommers (NLD) (2. Sieg)      | 4:29       |
| 29. Jan. 1967 | 8.400 m | Gaston Heleven (BEL)                | 24:26      | 1.400 m | Maria Gommers (NLD)                | 4:31       |
| 13. Feb. 1966 | 8.500 m | Jos Scheijen (NLD) (2. Sieg)        | 25:42      | -       | - 2                                | -          |
| 14. Feb. 1965 | 6.000 m | Jos Scheijen (NLD)                  | ?          | -       | - 2                                | -          |